# Quinto Servílio Pudente
Quinto Servílio Pudente (em latim: Quintus Servilius Pudens) foi um senador romano da gente Servília que serviu como cônsul em 166 com Lúcio Fábio Galo. Pudente foi também procônsul da província da África por volta de 180. Ele é conhecido apenas através de inscrições.

## História
Pudente pode ser parente de Marco Servílio Silano, cônsul em 152 e 188, e os dois podem ser parentes do cônsul em 189, Quinto Servílio Silano. É certo que Pudente se casou com Ceiônia Pláucia, filha de Lúcio Élio César, filho adotivo do imperador Adriano e herdeiro aparente entre 136 e 138.
Aparentemente havia dois Servílios Pudentes vivendo na mesma época: uma inscrição atesta que uma pessoa com este nome era prefectus frumenti dandi, juridicus da Regio VIII Aemilia, e governador de Creta e Cirenaica. Géza Alföldy lembra que o cargo de juridicus para os distritos da Itália só passou a existir em 166, um cargo pretoriano geralmente detido antes do consulado. Como qualquer filho do cônsul Pudente seria um parente da família imperial (a dinastia nerva-antonina), ele poderia pular os cargos pretorianos em sua carreira. Por conta disto, Quinto Servílio Pudente que foi procônsul pode ser um sobrinho deste outro Pudente mais velho.